# Triple saut masculin aux championnats du monde d'athlétisme 1995
Navigation
Stuttgart 1993 Athènes 1997
L'épreuve du triple saut masculin des championnats du monde d'athlétisme 1995 s'est déroulée les 5 et 7 août 1995 à l'Ullevi Stadion de Göteborg, en Suède. Elle est remportée par le Britannique Jonathan Edwards avec la marque de 18,29 m.
44 athlètes ont disputé les qualifications le 5 août. La finale a eu lieu deux jours plus tard. Jonathan Edwards y remporte son premier titre de champion du monde et bat son propre record du monde de 31 centimètres. Il devance de 67 centimètres Brian Wellman, le deuxième de la compétition.

## Podium
| Or               | Argent        | Bronze        |
| Jonathan Edwards | Brian Wellman | Jérôme Romain |

## Contexte
Jonathan Edwards, encore peu attendu pour le titre deux mois auparavant, est le favori de la compétition. Il arrive aux championnats en pleine progression. Edwards bat le record britannique le 11 juin 1995 avec 17,58 mètres. Puis il franchit par quatre fois la distance des 18 mètres dont 18,43 mètres le 25 juin à Villeneuve-d'Ascq. Cependant la vitesse du vent est toujours supérieure à la limite autorisée et les mesures ne sont pas homologuées. Son meilleur saut homologué est réalisé trois semaines avant les championnats du monde le 18 juillet avec 17,98 m devenant le nouveau record du monde, battant de 1 centimètre celui de Willie Banks.

## Qualifications
Pour se qualifier directement pour la finale, les athlètes doivent réaliser un saut à 17,10 m. Si le nombre d'athlètes directement qualifié est inférieur à 12, les 12 meilleurs sont qualifiés.
Les sauteurs sont divisés en deux groupes de 22 athlètes.
Se sont qualifiés dans le groupe A : 
| Athlète          | Nationalité | Performance | Vent      |
| ---------------- | ----------- | ----------- | --------- |
| Jonathan Edwards | Royaume-Uni | 17,46 m     | + 1,4 m/s |
| Yoelbi Quesada   | Cuba        | 17,26 m     | + 1,2 m/s |
| Māris Bružiks    | Lettonie    | 16,95 m     | + 0,8 m/s |
| Rogel Nachum     | Israël      | 16,71 m     | + 1,7 m/s |

Se sont qualifiés dans le groupe B : 
| Athlète          | Nationalité | Performance | Vent      |
| ---------------- | ----------- | ----------- | --------- |
| Jérôme Romain    | Dominique   | 17,48 m     | + 1,6 m/s |
| Brian Wellman    | Bermudes    | 17,44 m     | + 2,3 m/s |
| Sergey Arzamasov | Kazakhstan  | 17,27 m     | + 1,6 m/s |
| Yoel García      | Cuba        | 16,98 m     | - 0,1 m/s |
| Tord Henriksson  | Suède       | 16,94 m     | + 0,5 m/s |
| James Beckford   | Jamaïque    | 16,92 m     | + 1,3 m/s |
| Mike Conley      | États-Unis  | 16,80 m     | + 0,9 m/s |
| Galin Georgiev   | Bulgarie    | 16,80 m     | + 0,8 m/s |

## Finale
Les finalistes disposent de 3 essais. À l'issue de ces 3 essais, les 8 meilleurs ont 3 nouveaux essais.
| Rang               | Athlète          | Essais  | Essais  | Essais  | Essais  | Essais  | Essais  | Marque              | Notes |
| Rang               | Athlète          | 1       | 2       | 3       | 4       | 5       | 6       | Marque              | Notes |
| ------------------ | ---------------- | ------- | ------- | ------- | ------- | ------- | ------- | ------------------- | ----- |
| Médaille d'or      | Jonathan Edwards | 18,16 m | 18,29 m | -       | -       | 17,49 m | -       | 18,29 m (+1,3 m/s)  | WR    |
| Médaille d'argent  | Brian Wellman    | X       | X       | 17,31 m | 17,62 m | X       | X       | 17,62 m (+ 2,7 m/s) |       |
| Médaille de bronze | Jérôme Romain    | 17,36 m | 17,59 m | 17,25 m | 17,18 m | X       | X       | 17,59 m (+ 2,1 m/s) |       |
| 4                  | Yoelbi Quesada   | 17,19 m | X       | X       | X       | X       | 17,59 m | 17,59 m (+ 2,6 m/s) |       |
| 5                  | Yoel García      | 16,90 m | 17,16 m | X       | X       | -       | X       | 17,16 m (+ 1,2 m/s) |       |
| 6                  | James Beckford   | X       | 17,13 m | X       | -       | -       | -       | 17,13 m (+ 2,5 m/s) |       |
| 7                  | Mike Conley      | X       | 16,96 m | 16,77 m | -       | X       | X       | 16,96 m (+ 3,6 m/s) |       |
| 8                  | Galin Georgiev   | 16,93 m | X       | X       | 16,79 m | X       | X       | 16,93 m (- 0,2 m/s) |       |
| 9                  | Tord Henriksson  |         |         |         |         |         |         | 16,92 m (+ 0,1 m/s) |       |
| 10                 | Māris Bružiks    |         |         |         |         |         |         | 16,80 m (+ 1,4 m/s) |       |
| 11                 | Rogel Nachum     |         |         |         |         |         |         | 16,69 m (+ 1,7 m/s) |       |
| 12                 | Sergey Arzamasov |         |         |         |         |         |         | 16,68 m (+ 0,8 m/s) |       |

## Légende
Records et Performances
- AR : Record continental (area record)
- CR : Record des championnats (championship record)
- MR : Record du meeting (meet record)
- NR : Record national (national record)
- OR : Record olympique (olympic record)
- PR : Record paralympique (paralympic record)
- PB : Record personnel (personal best)
- SB : Meilleure performance personnelle de la saison (season's best)
- WL : Meilleure performance mondiale de l'année (world leader)
- WJR : Record du monde junior (world junior record)
- WR : Record du monde (world record)

Circonstances et Conditions
- DNF : N'a pas terminé (did not finish)
- DNS : N'a pas pris le départ (did not start)
- DQ : Disqualification (disqualification)
- NM : Aucun essai valable enregistré (No Mark)
- Q : Qualifié « directement » au prochain tour (ou à la prochaine compétition), lors d'une compétition majeure, grâce au classement ou à la réalisation des minima (automatic qualifier)
- q : Qualifié au prochain tour (ou à la prochaine compétition), lors d'une compétition majeure, grâce au repêchage ou à la réalisation de l'une des meilleures performances parmi celles des « non qualifiés directement » (grâce au meilleur temps ou à la meilleure distance par exemple) (secondary qualifier)